# Jamník (Spišská Nová Ves)
Jamník (deutsch Jemnig oder Jemnick, ungarisch Szepesárki – bis 1907 Jamnik) ist eine Gemeinde im Osten der Slowakei mit 1202 Einwohnern (Stand 31. Dezember 2024) und gehört zum Okres Spišská Nová Ves, einem Teil des Košický kraj sowie zur traditionellen Landschaft Zips.

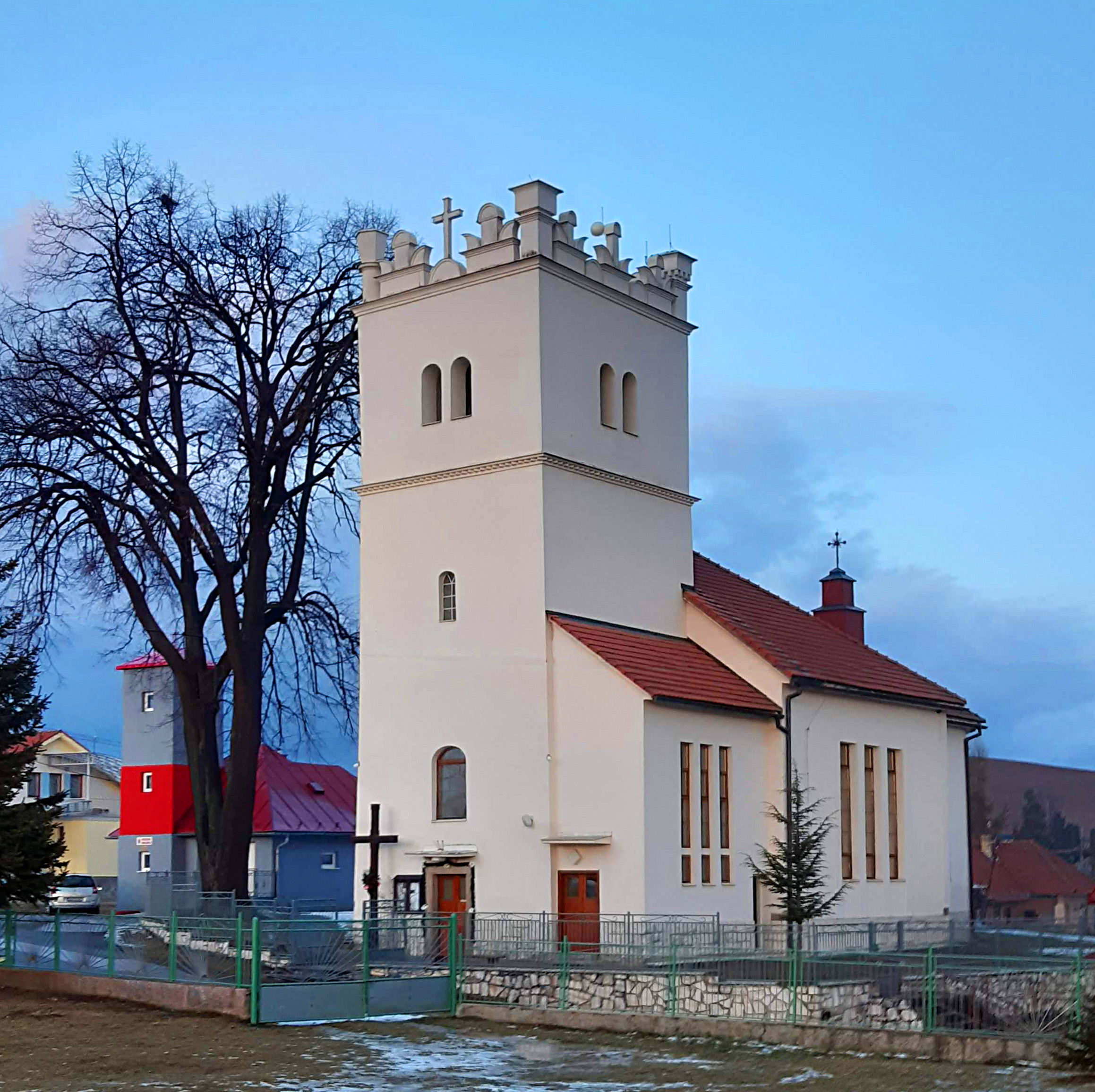
St.-Bartholomäus-Kirche

## Geographie
Die Gemeinde befindet sich im Südteil des Talkessels Hornádska kotlina im Tal des Baches Jamníček, eines linksufrigen Zuflusses des Hornád. Das Ortszentrum liegt auf einer Höhe von 455 m n.m. und ist zehn Kilometer von Spišská Nová Ves entfernt.
Nachbargemeinden sind Domaňovce im Norden, Spišský Hrušov im Osten, Chrasť nad Hornádom im Südosten, Matejovce nad Hornádom im Süden und Odorín und Danišovce im Westen.

## Geschichte
Der Ort wurde zum ersten Mal 1277 als Yempnik schriftlich erwähnt. Das Dorf gehörte im 13. Jahrhundert zum Herrschaftsgebiet der Zipser Burg,  von 1453 bis zur Abschaffung der Leibeigenschaft im Jahr 1848 war die Stadt Leutschau Gutsherr. Über diese lange Zeit hinweg blieb Jamník ein landwirtschaftliches Dorf, das regelmäßig Naturalien und andere Steuer an Leutschau entrichten musste. 1828 zählte man 58 Häuser und 422 Einwohner.
Bis 1918 gehörte der im Komitat Zips liegende Ort zum Königreich Ungarn und kam danach zur Tschechoslowakei beziehungsweise heute Slowakei.

## Bevölkerung
| Jahr                | 1994 | 2004    | 2014     | 2024    |
| ------------------- | ---- | ------- | -------- | ------- |
| Anzahl der Personen | 1049 | 1061    | 1171     | 1202    |
| Unterschied         |      | +1,14 % | +10,36 % | +2,64 % |

| Jahr                | 2023 | 2024    |
| ------------------- | ---- | ------- |
| Anzahl der Personen | 1192 | 1202    |
| Unterschied         |      | +0,83 % |

Gemäß der Volkszählung 2011 wohnten in Jamník 1123 Einwohner, davon 1111 Slowaken und jeweils ein Pole, Russine und Tscheche. Bei neun Einwohnern liegt keine Angabe zur Ethnie vor. 1088 Einwohner bekannten sich zur römisch-katholischen Kirche, zwei Einwohner zur griechisch-katholischen Kirche und jeweils ein Einwohner zu den Zeugen Jehovas, zur evangelischen Kirche A. B., zur orthodoxen Kirche. 17 Einwohner waren konfessionslos und bei 13 Einwohnern wurde die Konfession nicht ermittelt.

## Bauwerke
- römisch-katholische Bartholomäuskirche, ursprünglich gotisch im 14. Jahrhundert errichtet, 1951 neu gebaut